# Dhanauha
Dhanauha es una ciudad censal situada en el distrito de Jaunpur en el estado de Uttar Pradesh (India). Su población es de 6212 habitantes (2011). 

## Demografía
Según el censo de 2011 la población de Dhanauha era de 6212 habitantes, de los cuales 3277 eran hombres y 2935 eran mujeres. Dhanauha tiene una tasa media de alfabetización del 76,22%, superior a la media estatal del 67,68%: la alfabetización masculina es del 83,66%, y la alfabetización femenina del 68,01%.